# Ariel Levy
Ariel Levy Dor (Santiago, 28 de septiembre de 1984) es un actor de cine y televisión chileno, conocido por sus papeles en las películas de Nicolás López y telenovelas de corte juvenil. También es músico y luchador profesional. Actualmente trabaja para la empresa estadounidense All Elite Wrestling (AEW) como uno de los comentaristas en español junto con Carlos Cabrera y Alvaro Riojas.

## Biografía
Es hijo del doctor Mario Levy y de la profesora Rachel Dor Lazar.
Levy debutó como actor de cine en la película Promedio rojo (2004), de Nicolás López, en la que interpretó a Roberto Rodríguez. Posteriormente, actuó en el cortometraje Súper niño bully (2007).
Además, ha actuado en televisión, haciendo su debut en la teleserie EsCool interpretando a "Matías Jarpa" y participando principalmente en series juveniles como Porky te amo, de Mega, Vivir con 10 de Chilevisión, Mala conducta, entre otras. En 2012, actuó por primera vez en una teleserie nocturna, en La sexóloga.
Por otra parte, a partir de 2007, Levy ha formado parte de la banda de garage rock Don Nadie, donde es voz y guitarra, junto con Andrés Larraín (batería), Matías Vega (bajo y coros) y Fernando Wurmann (guitarra y coros). En 2009, la banda editó un álbum con diez canciones.
Desde el año 2010, Levy ha actuado en la trilogía del director Nicolás López, "Qué pena tu vida", "Qué pena tu boda" y "Qué pena tu familia", de la cual, además se realizó una serie transmitida en Netflix llamada "Qué pena tu serie".
Levy, ha formado parte de las películas internacionales  Aftershock y The Green Inferno, esta última, dirigida por el director Eli Roth.
En el año 2017, comenzó su carrera en México con películas como Hazlo como hombre y En las buenas y en las malas.

## Lucha libre
Comenzó su carrera en la Lucha Libre en el año 2015, debutando el 18 de julio, en la empresa chilena "Campeonato Nacional de Lucha Libre" (CNL), la cual le ofreció entrenamiento y luchar en los eventos transmitidos por diversas plataformas de Internet. El 3 de agosto de 2016, se autodenominó CNL Hollywood International Champion, portando un campeonato no oficial de CNL. El 30 de agosto, se vio involucrado en una pelea en vivo durante una transmisión radial; sin embargo, era parte de una campaña publicitaria para un evento de CNL. Luego de varias oportunidades, el 30 de septiembre del 2018, se convierte por primera vez en Campeón Nacional de Lucha Libre CNL, ganando el campeonato más importante de dicha empresa. En las grabaciones para CNL Manía, trasmitido el 7 de diciembre de 2019, Ariel se convirtió por segunda vez en Campeón Nacional de Lucha Libre CNL.
Desde 2015, Ariel ha luchado en diversas empresas de Lucha Libre en Chile, entre estas, están "5 Luchas Clandestino", "Acción Sin Límites", "Fénix Lucha Libre Chile", "Impacto Iquique", "Xtreme Club Lucha Libre", "Fight Chile" y "Wrestling Superstars". Ariel, ganó por primera vez un campeonato oficial de una empresa de lucha libre, el 26 de enero de 2018, ganando el "Wrestling Superstar Tag Team Championship" de dicha empresa. Ariel además ha sido dos veces campeón en Xtreme Club Lucha Libre, obteniendo un campeonato que cambia de nombre dependiendo de quien lo porte, llamándose durante el reinado de Ariel, Xtreme Club Hollywood Championship. El 10 de agosto de 2019, Ariel se convierte en Campeón de FNX, portando el título más importante de la empresa.
El 25 de octubre, la empresa CNL, anunció que Ariel Levy había sido seleccionado entre los 40 seleccionados de toda Latinoamérica para participar en el primer Tryout de latinoamericanos de la WWE, el cual se realizó del 2 al 4 de diciembre en Santiago. Debido a una lesión, no pudo participar en las pruebas físicas, pero confirmó que sí lo hizo en las demás pruebas y una vez recuperado participaría en las faltantes. El 7 de diciembre de 2019 Ariel en su cuenta de Instagram informó que estuvo participando en un nuevo Tryout de WWE en Florida, Estados Unidos. El 19 de julio de 2020, participó en un especial de WWE en YouTube llamado la previa del PPV Extreme Rules junto a otros luchadores y comentaristas de la empresa. El 27 de septiembre del mismo año estuvo nuevamente en la previa de WWE, para el PPV Clash of Champions. Asimismo, el 20 de diciembre aparece en la previa del PPV WWE TLC. Vuelve a aparecer en un pre-show de WWE, para el evento Wrestlemania Backlash. El 21 de mayo del 2021, se confirma que nuevamente Ariel estuvo en un Tryout de WWE en Florida, Estados Unidos.
En noviembre de 2020, Levy comienza su tour por Estados Unidos, debutando en la empresa Coastal Championship Wrestling (CCW) con una victoria. También ha luchado en NAWA Wrestling y en AEW Dark. EL 17 de enero del 2021, Levy se convierte por primera vez en campeón en los Estados Unidos al ganar los CCW Tag Team Championship. Tras realizar un tryout con WWE conoció a Rayo, que en ese momento era el campeón IOCW y lo retó a través de las redes sociales. El combate se dio en la empresa CCW el 18 de junio de 2021 en Miami y Ariel se proclamó campeón después de derrotar a Rayo.

## Campeonatos y Logros
- Campeonato Nacional de Lucha Libre
  - Campeonato Nacional de CNL (2 veces)

- Fénix Lucha Libre
  - Campeonato de FNX (1 vez)

- Sandwiches & Lucha Show
  - Torneo en Equipos (2018) – con Kristy

- Wrestling Superstar
  - Wrestling Superstar Tag Team Championship (1 vez)[8] - con Connor

- Xtreme Club Lucha Libre
  - Campeonato Hollywood de Xtreme Club (2 veces)

- Coastal Championship Wrestling (CCW)
  - CCW World Championship (1 vez)
  - CCW Tag Team Championship (1 vez) - con Vinicious (The South American Alliance)
  - International Open Challenge World Championship (1 vez)

## Filmografía

### Cine
| 2004 | Promedio rojo                      | Roberto Rodríguez          |
| 2005 | Se arrienda                        | David                      |
| 2007 | Súper niño bully                   | Benito                     |
| 2009 | La vaca atada                      | Benjamín                   |
| 2010 | Mitos y leyendas, la nueva alianza | Fergus                     |
| 2010 | Qué pena tu vida                   | Javier Fernández           |
| 2011 | Marcelo, La Mafia y La Estafa      | Marcelo Gambardella        |
| 2011 | Qué pena tu boda                   | Javier Fernández           |
| 2013 | Qué pena tu familia                | Javier Fernández           |
| 2013 | Aftershock                         | Ariel                      |
| 2013 | Mis peores amigos                  | Roberto Rodríguez          |
| 2014 | Loco cielo de Abril                | Bruno                      |
| 2014 | The Green Inferno                  | Alejandro                  |
| 2014 | The Stranger                       | Caleb                      |
| 2014 | Fuerzas especiales                 | Comisario Carbony          |
| 2015 | Blood Sugar Baby                   | Billy                      |
| 2015 | Fuerzas especiales 2               | Comisario Carbony          |
| 2015 | La leyenda de el crack             | Freddy «Fantasía» Monquiel |
| 2016 | Sin filtro                         | Bastián                    |
| 2017 | Hazlo como hombre                  | Julián                     |
| 2018 | No estoy loca                      | Alejandro                  |
| 2018 | American Huaso                     | Ramiro                     |
| 2019 | En las buenas y en las malas       | Alonso                     |
| 2019 | Dulce familia                      | Presentador                |
| 2020 | Cosas de hombres                   | José                       |
| 2021 | El mesero                          | Samuel                     |

### Telenovelas
| Teleseries | Teleseries           | Teleseries                       | Teleseries  |
| Año        | Serie                | Rol                              | Canal       |
| ---------- | -------------------- | -------------------------------- | ----------- |
| 2005       | EsCool               | Matías Jarpa                     | Mega        |
| 2005       | Mitú                 | Gustavo Canales «El niño rayo»   | Mega        |
| 2006       | Porky te amo         | Clemente Goycolea                | Mega        |
| 2007       | Vivir con 10         | Gaspar Solé                      | Chilevisión |
| 2008       | Mala conducta        | Pablo Parra «El Carpa»           | Chilevisión |
| 2009       | Sin anestesia        | Matías Errázuriz                 | Chilevisión |
| 2011       | Infiltradas          | Cristóbal Espejo / Glenda Soruco | Chilevisión |
| 2011       | Vampiras             | Mingi 2.0                        | Chilevisión |
| 2012       | La sexóloga          | Adamo Curilén                    | Chilevisión |
| 2012       | Soltera otra vez     | Exequiel Echeverría              | Canal 13    |
| 2016       | Veinteañero a los 40 | Oliver Grez                      | Canal 13    |

### Series de televisión
| Series | Series                    | Series                     | Series      |
| Año    | Serie                     | Rol                        | Canal       |
| ------ | ------------------------- | -------------------------- | ----------- |
| 2007   | Casado con hijos          | Vicente                    | Mega        |
| 2009   | Mis años grossos          | Lucas                      | Chilevisión |
| 2010   | Adiós al séptimo de línea | Teniente Arce              | Mega        |
| 2011   | La Colonia                | Carnicero Mondaca          | Mega        |
| 2011   | El crack                  | Freddy «Fantasía» Monquiel | Chilevisión |
| 2011   | 12 días                   | Juan                       | Chilevisión |
| 2012   | Amar y morir en Chile     | Joaquín                    | Chilevisión |

## Vídeos musicales
| Año  | Título           | Artista        | Dirección         |
| ---- | ---------------- | -------------- | ----------------- |
| 2018 | Del amor al odio | Simoney Romero | Francisco Aguirre |
| 2021 | Me revelé        | Juliette       | Ignacio Cruces    |

## Programas de televisión
| Año        | Programa          | Rol                    | Canal              |
| ---------- | ----------------- | ---------------------- | ------------------ |
| 2012       | Zona de estrellas | Invitado               | Zona Latina        |
| 2014       | El descapotable   | Invitado               | Via X              |
| 2015       | Show de goles     | Panelista              | CDF                |
| 2016       | Bailando          | Participante           | Canal 13           |
| 2017       | La Divina Comida  | Participante anfitrión | Chilevisión        |
| 2018       | Vértigo           | Invitado               | Canal 13           |
| 2018, 2019 | Pasapalabra       | Invitado               | Chilevisión        |
| 2018       | Fox Players       | Invitado               | Fox Sports Chile   |
| 2018       | Mucho gusto       | Invitado               | Mega               |
| 2019       | Abrazo de gol     | Invitado               | CDF                |
| 2019       | Resistiré         | Participante           | Mega/MTV/TV Azteca |
| 2020       | Show de goles     | Panelista              | CDF                |